# Ingemarbacken

Ingemarbacken är en skidbacke i Tärnaby, Sverige. Backen är döpt efter den under 1970-talet framgångsrike svenske alpine skidåkaren Ingemar Stenmark. I december 2006 meddelade  Storumans kommun att man ville bygga ett tak över backen. Inspirationen kommer från andra inomhusskidbackar, som den i Dubai i  Förenade arabemiraten där man kan åka utförsskidåkning året runt i en så kallad "skidome".